# Jürgen Kohler
Jürgen Kohler (Lambsheim, 6 oktober 1965) is een Duitse oud-profvoetballer en oud-trainer, die tegenwoordig jeugdtrainer is bij Viktoria Köln. Daarnaast speelde hij 105 wedstrijden voor (West-)Duitsland. Hij is na Lothar Matthäus (150), Miroslav Klose (130), Lukas Podolski (111) en Jürgen Klinsmann (108) de speler met meeste interlands voor (West-)Duitsland. Hij werd geroemd vanwege zijn defensieve inzicht, fysieke kracht en goede kopballen.

## Spelerscarrière
Kolher begon zijn carrière als centrale verdediger in 1975 bij TB Jahn Lambsheim. Hier bleef hij spelen tot december 1981 waarna hij in januari 1982 vertrok naar Waldhof Mannheim. Hiermee promoveerde hij in 1983 naar de Bundesliga. In het betaalde voetbal aangekomen, liet hij een goede indruk achter. Dit resulteerde in 1986 tot het debuut bij het West-Duitse elftal. Vervolgens vertrok hij in 1987 naar 1. FC Köln.
Hij ontwikkelde zich tot een goede centrale back en dwong daarmee een transfer af naar het grote Bayern München. Daar won hij in het seizoen 1989/1990 meteen het landskampioenschap mee. In hetzelfde jaar vierde hij ook het grootste succes uit zijn carrière: met West-Duitsland won hij het WK voetbal van 1990 in Italië door in de finale Argentinië met 1-0 te verslaan.
Na nog een seizoen bij Bayern München te hebben doorgebracht, vertrok "Der Kokser" in 1991 voor omgerekend 7,5 miljoen euro naar Juventus. Hier voetbalde hij vier jaar met succes en werd in zijn eerste jaar verkozen tot Italiaans voetballer van het jaar. Het tweede succes kwam in 1993 toen de UEFA Cup werd gewonnen door Borussia Dortmund in de finale te verslaan. Twee jaar later stond hij opnieuw in de finale, ditmaal tegen AC Parma. Deze editie werd echter verloren van Parma. Ondanks het verlies werd in het seizoen 1994/1995 wel de Scudetto gewonnen en de Coppa Italia, ditmaal wel ten koste van AC Parma.
Na dit succes keerde Kohler terug naar Duitsland, waar hij koos voor de club waartegen hij twee jaar daarvoor speelde in de UEFA Cup-finale, Borussia Dortmund. Hij werd hier al snel publiekslieveling door zijn vechtersmentaliteit. In zijn eerste seizoen werd hij meteen landskampioen. Daarmee dwong het directe plaatsing af voor de UEFA Champions League, wat zorgde voor een bijzonder succesvolle periode. De vijfde editie van het Europese miljoenenbal werd namelijk onder leiding van succestrainer Ottmar Hitzfeld gewonnen door "Die Borussen". De finale was hetzelfde als die van twee jaar geleden in UEFA Cup-verband. Opnieuw stond de Italiaanse landskampioen Juventus in de finale. Borussia begon als underdog, maar had geen ontzag voor de Italiaanse grootmacht waar onder andere Zinédine Zidane, Christian Vieri en Alessandro Del Piero op het veld stonden. De finale werd met 3-1 gewonnen. Na dit goede seizoen werd de verdediger verkozen tot Duits voetballer van het jaar. Een jaar later werd de wereldbeker aan de erelijst toegevoegd en mocht Borussia Dortmund zich voor een jaar wereldkampioen noemen.
Kohler behoorde ook tot de selectie die in 1996 het EK voetbal in Engeland won. Hij blesseerde zich echter in de eerste wedstrijd tegen de latere mede-finalist, Tsjechië. Zodoende kwam hij de rest van het toernooi niet meer in actie.
Het duurde enkele jaren totdat in 2002 opnieuw het Duits landskampioenschap werd gewonnen. Ook Europees ging het weer voor de wind, want Borussia Dortmund bereikte in datzelfde jaar de finale van de UEFA Cup. In de finale was Feyenoord dit keer de tegenstander. De wedstrijd verliep echter desastreus voor Kohler, want in de 31e minuut maakte hij een overtreding in het strafschopgebied. Hij kreeg hiervoor rood en het leverde Feyenoord een strafschop op. Deze werd vervolgens benut door Pierre van Hooijdonk en hij scoorde daarmee de 1-0. Uiteindelijk verloor Borussia de finale met 3-2 en liep daarmee de UEFA Cup-winst mis. Het was een tragisch einde voor de succesvolle Duitser, waarmee de finale in De Kuip ook de laatste officiële wedstrijd uit zijn carrière was.
Na 398 Bundesliga-optredens, met daarin 28 doelpunten, speelde Kohler op 12 oktober 2002 zijn afscheidsduel in het Westfalenstadion.
| Interlands van Jürgen Kohler voor West-Duitsland en Duitsland | Interlands van Jürgen Kohler voor West-Duitsland en Duitsland | Interlands van Jürgen Kohler voor West-Duitsland en Duitsland | Interlands van Jürgen Kohler voor West-Duitsland en Duitsland | Interlands van Jürgen Kohler voor West-Duitsland en Duitsland | Interlands van Jürgen Kohler voor West-Duitsland en Duitsland |
| Nr.                                                           | Datum                                                         | Wedstrijd                                                     | Uitslag                                                       | Competitie                                                    | Goals                                                         |
| Als speler van SV Waldhof Mannheim                            | Als speler van SV Waldhof Mannheim                            | Als speler van SV Waldhof Mannheim                            | Als speler van SV Waldhof Mannheim                            | Als speler van SV Waldhof Mannheim                            | Als speler van SV Waldhof Mannheim                            |
| ------------------------------------------------------------- | ------------------------------------------------------------- | ------------------------------------------------------------- | ------------------------------------------------------------- | ------------------------------------------------------------- | ------------------------------------------------------------- |
| 1                                                             | 24 september 1986                                             | Denemarken – West-Duitsland                                   | 0 – 2                                                         | Oefeninterland                                                |                                                               |
| 2                                                             | 15 oktober 1986                                               | West-Duitsland – Spanje                                       | 2 – 2                                                         | Oefeninterland                                                |                                                               |
| 3                                                             | 25 maart 1987                                                 | Israël – West-Duitsland                                       | 0 – 2                                                         | Oefeninterland                                                |                                                               |
| 4                                                             | 18 april 1987                                                 | West-Duitsland – Italië                                       | 0 – 0                                                         | Oefeninterland                                                |                                                               |
| Als speler van 1. FC Köln                                     |                                                               |                                                               |                                                               |                                                               |                                                               |
| 5                                                             | 12 augustus 1987                                              | West-Duitsland – Frankrijk                                    | 2 – 1                                                         | Oefeninterland                                                |                                                               |
| 6                                                             | 9 september 1987                                              | West-Duitsland – Engeland                                     | 3 – 1                                                         | Oefeninterland                                                |                                                               |
| 7                                                             | 23 september 1987                                             | West-Duitsland – Denemarken                                   | 1 – 0                                                         | Oefeninterland                                                |                                                               |
| 8                                                             | 14 oktober 1987                                               | West-Duitsland – Zweden                                       | 1 – 1                                                         | Oefeninterland                                                |                                                               |
| 9                                                             | 18 november 1987                                              | Hongarije – West-Duitsland                                    | 0 – 0                                                         | Oefeninterland                                                |                                                               |
| 10                                                            | 12 december 1987                                              | Brazilië – West-Duitsland                                     | 1 – 1                                                         | Oefeninterland                                                |                                                               |
| 11                                                            | 16 december 1987                                              | Argentinië – West-Duitsland                                   | 1 – 0                                                         | Oefeninterland                                                |                                                               |
| 12                                                            | 31 maart 1988                                                 | West-Duitsland – Zweden                                       | 1 – 1                                                         | Oefeninterland                                                |                                                               |
| 13                                                            | 2 april 1988                                                  | West-Duitsland – Argentinië                                   | 1 – 0                                                         | Oefeninterland                                                |                                                               |
| 14                                                            | 27 april 1988                                                 | West-Duitsland – Zwitserland                                  | 1 – 0                                                         | Oefeninterland                                                |                                                               |
| 15                                                            | 4 juni 1988                                                   | West-Duitsland – Joegoslavië                                  | 1 – 1                                                         | Oefeninterland                                                |                                                               |
| 16                                                            | 10 juni 1988                                                  | West-Duitsland – Italië                                       | 1 – 1                                                         | EK-eindronde                                                  |                                                               |
| 17                                                            | 14 juni 1988                                                  | West-Duitsland – Denemarken                                   | 2 – 0                                                         | EK-eindronde                                                  |                                                               |
| 18                                                            | 17 juni 1988                                                  | West-Duitsland – Spanje                                       | 2 – 0                                                         | EK-eindronde                                                  |                                                               |
| 19                                                            | 21 juni 1988                                                  | West-Duitsland – Nederland                                    | 1 – 2                                                         | EK-eindronde                                                  |                                                               |
| 20                                                            | 31 augustus 1988                                              | Finland – West-Duitsland                                      | 0 – 4                                                         | WK-kwalificatie                                               |                                                               |
| 21                                                            | 21 september 1988                                             | West-Duitsland – Sovjet-Unie                                  | 1 – 0                                                         | Oefeninterland                                                |                                                               |
| 22                                                            | 19 oktober 1988                                               | West-Duitsland – Nederland                                    | 0 – 0                                                         | WK-kwalificatie                                               |                                                               |
| 23                                                            | 22 maart 1989                                                 | Bulgarije – West-Duitsland                                    | 1 – 2                                                         | Oefeninterland                                                |                                                               |
| 24                                                            | 26 april 1989                                                 | Nederland – West-Duitsland                                    | 1 – 1                                                         | WK-kwalificatie                                               |                                                               |
| Als speler van Bayern München                                 |                                                               |                                                               |                                                               |                                                               |                                                               |
| 25                                                            | 25 april 1990                                                 | West-Duitsland – Uruguay                                      | 3 – 3                                                         | Oefeninterland                                                |                                                               |
| 26                                                            | 26 mei 1990                                                   | West-Duitsland – Tsjecho-Slowakije                            | 1 – 0                                                         | Oefeninterland                                                |                                                               |
| 27                                                            | 30 mei 1990                                                   | West-Duitsland – Denemarken                                   | 1 – 0                                                         | Oefeninterland                                                |                                                               |
| 28                                                            | 24 juni 1990                                                  | West-Duitsland – Nederland                                    | 2 – 1                                                         | WK-eindronde                                                  |                                                               |
| 29                                                            | 1 juli 1990                                                   | West-Duitsland – Tsjecho-Slowakije                            | 1 – 0                                                         | WK-eindronde                                                  |                                                               |
| 30                                                            | 4 juli 1990                                                   | West-Duitsland – Engeland                                     | 1 – 1                                                         | WK-eindronde                                                  |                                                               |
| 31                                                            | 8 juli 1990                                                   | West-Duitsland – Argentinië                                   | 1 – 0                                                         | WK-eindronde                                                  |                                                               |
| 32                                                            | 29 augustus 1990                                              | Portugal – West-Duitsland                                     | 1 – 1                                                         | Oefeninterland                                                |                                                               |
| 33                                                            | 31 oktober 1990                                               | Luxemburg – Duitsland                                         | 2 – 3                                                         | EK-kwalificatie                                               |                                                               |
| 34                                                            | 19 december 1990                                              | Duitsland – Zwitserland                                       | 4 – 0                                                         | Oefeninterland                                                |                                                               |
| 35                                                            | 27 maart 1991                                                 | Duitsland – Sovjet-Unie                                       | 2 – 1                                                         | Oefeninterland                                                |                                                               |
| 36                                                            | 5 juni 1991                                                   | Wales – Duitsland                                             | 1 – 0                                                         | EK-kwalificatie                                               |                                                               |
| Als speler van Juventus                                       |                                                               |                                                               |                                                               |                                                               |                                                               |
| 37                                                            | 11 september 1991                                             | Engeland – Duitsland                                          | 0 – 1                                                         | Oefeninterland                                                |                                                               |
| 38                                                            | 16 oktober 1991                                               | Duitsland – Wales                                             | 4 – 1                                                         | EK-kwalificatie                                               |                                                               |
| 39                                                            | 20 november 1991                                              | België – Duitsland                                            | 0 – 1                                                         | EK-kwalificatie                                               |                                                               |
| 40                                                            | 18 december 1991                                              | Duitsland – Luxemburg                                         | 4 – 0                                                         | EK-kwalificatie                                               |                                                               |
| 41                                                            | 30 mei 1992                                                   | Duitsland – Turkije                                           | 1 – 0                                                         | Oefeninterland                                                |                                                               |
| 42                                                            | 2 juni 1992                                                   | Duitsland – Noord-Ierland                                     | 1 – 1                                                         | Oefeninterland                                                |                                                               |
| 43                                                            | 12 juni 1992                                                  | GOS – Duitsland                                               | 1 – 1                                                         | EK-eindronde                                                  |                                                               |
| 44                                                            | 15 juni 1992                                                  | Schotland – Duitsland                                         | 0 – 2                                                         | EK-eindronde                                                  |                                                               |
| 45                                                            | 18 juni 1992                                                  | Nederland – Duitsland                                         | 3 – 1                                                         | EK-eindronde                                                  |                                                               |
| 46                                                            | 21 juni 1992                                                  | Zweden – Duitsland                                            | 2 – 3                                                         | EK-eindronde                                                  |                                                               |
| 47                                                            | 26 juni 1992                                                  | Denemarken – Duitsland                                        | 2 – 0                                                         | EK-eindronde                                                  |                                                               |
| 48                                                            | 18 november 1992                                              | Duitsland – Oostenrijk                                        | 0 – 0                                                         | Oefeninterland                                                |                                                               |
| 49                                                            | 16 december 1992                                              | Brazilië – Duitsland                                          | 3 – 1                                                         | Oefeninterland                                                |                                                               |
| 50                                                            | 20 december 1992                                              | Uruguay – Duitsland                                           | 1 – 4                                                         | Oefeninterland                                                |                                                               |
| 51                                                            | 24 maart 1993                                                 | Schotland – Duitsland                                         | 0 – 1                                                         | Oefeninterland                                                |                                                               |
| 52                                                            | 14 april 1993                                                 | Duitsland – Ghana                                             | 6 – 1                                                         | Oefeninterland                                                |                                                               |
| 53                                                            | 10 juni 1993                                                  | Brazilië – Duitsland                                          | 3 – 3                                                         | US Cup                                                        |                                                               |
| 54                                                            | 13 juni 1993                                                  | Verenigde Staten – Duitsland                                  | 3 – 4                                                         | US Cup                                                        |                                                               |
| 55                                                            | 22 september 1993                                             | Tunesië – Duitsland                                           | 1 – 1                                                         | Oefeninterland                                                |                                                               |
| 56                                                            | 13 oktober 1993                                               | Duitsland – Uruguay                                           | 5 – 0                                                         | Oefeninterland                                                |                                                               |
| 57                                                            | 17 november 1993                                              | Duitsland – Brazilië                                          | 2 – 1                                                         | Oefeninterland                                                |                                                               |
| 58                                                            | 15 december 1993                                              | Argentinië – Duitsland                                        | 2 – 1                                                         | Oefeninterland                                                |                                                               |
| 59                                                            | 18 december 1993                                              | Verenigde Staten – Duitsland                                  | 0 – 3                                                         | Oefeninterland                                                |                                                               |
| 60                                                            | 22 december 1993                                              | Mexico – Duitsland                                            | 0 – 0                                                         | Oefeninterland                                                |                                                               |
| 61                                                            | 23 maart 1994                                                 | Duitsland – Italië                                            | 2 – 1                                                         | Oefeninterland                                                |                                                               |
| 62                                                            | 27 april 1994                                                 | V.A.E. – Duitsland                                            | 0 – 2                                                         | Oefeninterland                                                |                                                               |
| 63                                                            | 28 mei 1994                                                   | Duitsland – Ierland                                           | 0 – 2                                                         | Oefeninterland                                                |                                                               |
| 64                                                            | 2 juni 1994                                                   | Oostenrijk – Duitsland                                        | 1 – 5                                                         | Oefeninterland                                                |                                                               |
| 65                                                            | 8 juni 1994                                                   | Canada – Duitsland                                            | 0 – 2                                                         | Oefeninterland                                                |                                                               |
| 66                                                            | 17 juni 1994                                                  | Duitsland – Bolivia                                           | 1 – 0                                                         | WK-eindronde                                                  |                                                               |
| 67                                                            | 21 juni 1994                                                  | Duitsland – Spanje                                            | 1 – 1                                                         | WK-eindronde                                                  |                                                               |
| 68                                                            | 27 juni 1994                                                  | Duitsland – Zuid-Korea                                        | 3 – 2                                                         | WK-eindronde                                                  |                                                               |
| 69                                                            | 2 juli 1994                                                   | Duitsland – België                                            | 3 – 2                                                         | WK-eindronde                                                  |                                                               |
| 70                                                            | 10 juli 1994                                                  | Bulgarije – Duitsland                                         | 2 – 1                                                         | WK-eindronde                                                  |                                                               |
| 71                                                            | 7 september 1994                                              | Rusland – Duitsland                                           | 0 – 1                                                         | Oefeninterland                                                |                                                               |
| 72                                                            | 12 oktober 1994                                               | Hongarije – Duitsland                                         | 0 – 0                                                         | Oefeninterland                                                |                                                               |
| 73                                                            | 16 november 1994                                              | Albanië – Duitsland                                           | 1 – 2                                                         | EK-kwalificatie                                               |                                                               |
| 74                                                            | 29 maart 1995                                                 | Georgië – Duitsland                                           | 0 – 2                                                         | EK-kwalificatie                                               |                                                               |
| Als speler van Borussia Dortmund                              |                                                               |                                                               |                                                               |                                                               |                                                               |
| 75                                                            | 23 augustus 1995                                              | België – Duitsland                                            | 1 – 2                                                         | Oefeninterland                                                |                                                               |
| 76                                                            | 6 september 1995                                              | Duitsland – Georgië                                           | 4 – 1                                                         | EK-kwalificatie                                               |                                                               |
| 77                                                            | 15 november 1995                                              | Duitsland – Bulgarije                                         | 3 – 1                                                         | EK-kwalificatie                                               |                                                               |
| 78                                                            | 15 december 1995                                              | Zuid-Afrika – Duitsland                                       | 0 – 0                                                         | Oefeninterland                                                |                                                               |
| 79                                                            | 21 februari 1996                                              | Portugal – Duitsland                                          | 1 – 2                                                         | Oefeninterland                                                |                                                               |
| 80                                                            | 27 maart 1996                                                 | Duitsland – Denemarken                                        | 2 – 0                                                         | Oefeninterland                                                |                                                               |
| 81                                                            | 24 april 1996                                                 | Nederland – Duitsland                                         | 0 – 1                                                         | Oefeninterland                                                |                                                               |
| 82                                                            | 29 mei 1996                                                   | Noord-Ierland – Duitsland                                     | 1 – 1                                                         | Oefeninterland                                                |                                                               |
| 83                                                            | 4 juni 1996                                                   | Duitsland – Liechtenstein                                     | 9 – 1                                                         | Oefeninterland                                                | Goal                                                          |
| 84                                                            | 9 juni 1996                                                   | Duitsland – Tsjechië                                          | 2 – 0                                                         | EK-eindronde                                                  |                                                               |
| 85                                                            | 4 september 1996                                              | Polen – Duitsland                                             | 0 – 2                                                         | Oefeninterland                                                |                                                               |
| 86                                                            | 9 oktober 1996                                                | Armenië – Duitsland                                           | 1 – 5                                                         | WK-kwalificatie                                               |                                                               |
| 87                                                            | 9 november 1996                                               | Duitsland – Noord-Ierland                                     | 1 – 1                                                         | WK-kwalificatie                                               |                                                               |
| 88                                                            | 14 december 1996                                              | Portugal – Duitsland                                          | 0 – 0                                                         | WK-kwalificatie                                               |                                                               |
| 89                                                            | 26 februari 1997                                              | Israël – Duitsland                                            | 0 – 1                                                         | Oefeninterland                                                |                                                               |
| 90                                                            | 2 april 1997                                                  | Albanië – Duitsland                                           | 2 – 3                                                         | WK-kwalificatie                                               |                                                               |
| 91                                                            | 30 april 1997                                                 | Duitsland – Oekraïne                                          | 2 – 0                                                         | WK-kwalificatie                                               |                                                               |
| 92                                                            | 7 juni 1997                                                   | Oekraïne – Duitsland                                          | 0 – 0                                                         | WK-kwalificatie                                               |                                                               |
| 93                                                            | 20 augustus 1997                                              | Noord-Ierland – Duitsland                                     | 1 – 3                                                         | WK-kwalificatie                                               |                                                               |
| 94                                                            | 6 september 1997                                              | Duitsland – Portugal                                          | 1 – 1                                                         | WK-kwalificatie                                               |                                                               |
| 95                                                            | 11 oktober 1997                                               | Duitsland – Albanië                                           | 4 – 3                                                         | WK-kwalificatie                                               |                                                               |
| 96                                                            | 18 februari 1998                                              | Oman – Duitsland                                              | 0 – 2                                                         | Oefeninterland                                                | Goal                                                          |
| 97                                                            | 22 februari 1998                                              | Saoedi-Arabië – Duitsland                                     | 0 – 3                                                         | Oefeninterland                                                |                                                               |
| 98                                                            | 25 maart 1998                                                 | Duitsland – Brazilië                                          | 1 – 2                                                         | Oefeninterland                                                |                                                               |
| 99                                                            | 27 mei 1998                                                   | Finland – Duitsland                                           | 0 – 0                                                         | Oefeninterland                                                |                                                               |
| 100                                                           | 30 mei 1998                                                   | Duitsland – Colombia                                          | 3 – 1                                                         | Oefeninterland                                                |                                                               |
| 101                                                           | 5 juni 1998                                                   | Duitsland – Luxemburg                                         | 7 – 0                                                         | Oefeninterland                                                |                                                               |
| 102                                                           | 15 juni 1998                                                  | Duitsland – Verenigde Staten                                  | 2 – 0                                                         | WK-eindronde                                                  |                                                               |
| 103                                                           | 21 juni 1998                                                  | Duitsland – Joegoslavië                                       | 2 – 2                                                         | WK-eindronde                                                  |                                                               |
| 104                                                           | 25 juni 1998                                                  | Duitsland – Iran                                              | 2 – 0                                                         | WK-eindronde                                                  |                                                               |
| 105                                                           | 4 juli 1998                                                   | Kroatië – Duitsland                                           | 3 – 0                                                         | WK-eindronde                                                  |                                                               |

## Trainersloopbaan
Al bijna een jaar voor zijn afscheid als voetballer, maakte de DFB bekend dat Kohler na zijn actieve carrière aan de slag zou gaan als bondscoach van Duitsland onder 21. Hij bleef hier echter maar een korte periode, want op 31 maart 2003 werd bekendgemaakt dat de oud-verdediger zou beginnen als sportdirecteur bij Bayer Leverkusen. Ruim een jaar later, op 29 juni 2004, stopte hij hier alweer mee.
Na een afwezigheid van meer dan jaar keerde hij op 17 december 2005 terug als betaaldvoetbaltrainer bij MSV Duisburg. Ook hier hield hij het niet lang vol, want op 4 april 2006 werd hij ontslagen vanwege de teleurstellende prestaties. In de zomer van 2006 kreeg hij vervolgens een aanbieding om bondscoach te worden van Ivoorkust, maar sloeg deze aanbieding af. Zijn vrouw was bang voor het gebrek aan veiligheid in het Afrikaanse land.
Het bleef twee jaar lang stil rondom Kolher, totdat hij in augustus 2008 een driejarig contract tekende bij VfR Aalen. Door hartkwalen moest hij in november al terugtreden als trainer en bekleedde vanaf dat moment de functie van sportdirecteur bij dezelfde club. Na deze periode was Kohler nog hoofdtrainer bij SpVgg Wirges, SC Hauenstein, VfL Alfter en Viktoria Köln.

## Erelijst
Bayern München
- Bundesliga: 1989/90

 Juventus
- Serie A: 1994/95
- Coppa Italia: 1994/95
- UEFA Cup: 1991/93

 Borussia Dortmund
- Bundesliga: 1995/96, 2001/02
- DFB-Supercup: 1995, 1996
- UEFA Champions League: 1996/97
- Wereldbeker voetbal voor clubteams: 1997

 (West-)Duitsland
- Wereldkampioenschap voetbal: 1990
- Europees kampioenschap voetbal: 1996